# Aconaemys sagei
Aconaemys sagei là một loài động vật có vú trong họ Octodontidae, bộ Gặm nhấm. Loài này được Pearson mô tả năm 1984.